# Thierry Van Werveke
Thierry van Werveke (Ginebra, 23 d'octubre de 1958 - Ciutat de Luxemburg, 12 de gener de 2009) fou un actor de cinema i de sèries de televisió luxemburguès. Va aparèixer en més de seixanta pel·lícules i programes de televisió entre 1988 i 2009. Va protagonitzar Hochzäitsnuecht, que es va projectar a la secció Un Certain Regard del Festival de Canes 1992.
Les seves primeres experiències cinematogràfiques van ser el 1982 en el curtmetratge d'Andy Bausch Stefan. Després d'això, va aparèixer en totes les pel·lícules de Bausch, generalment en el paper protagonista. Aviat va treballar per altres directors: va aparèixer en pel·lícules de Paul Kieffer (Schacko Klak), Marc Olinger (De falschen Hond) i Pol Cruchten (Hochzäitsnuecht). Abracadabra, de Harry Cleven, va ser la seva primera pel·lícula en francès. Pel seu paper com al belga Henk a la pel·lícula Knockin' on Heaven's Door, va gaudir d'un gran èxit a Alemanya i es va donar a conèixer al públic alemany.
Va aparèixer regularment en pel·lícules i sèries alemanyes. Pel seu paper a Eine andere Liga, va rebre el Premi Adolf Grimme el 2008. També va actuar sovint en produccions teatrals luxemburgueses, sovint dirigides per Frank Hoffmann. Va tenir un públic fidel com a cantant dels grups Nazz Nazz, Taboola Rasa i Luxus.
L'última pel·lícula en la qual va tenir un paper estel·lar va ser Inthierryview, filmada el 2008 per Andy Bausch com una mena de retrat retrospectiu i homenatge, després de conèixer que Van Werveke estava molt malalt. Va morir l'11 de gener de 2009 a l'edat de 50 anys.

## Filmografia
| - Stefan (1982) - Lupowitz (1982) - Cocaine Cowboy (1983) - Die letzte Nacht (1983) - ... der Däiwel (1984) - Van Drosselstein (1984) - Gwyncilla, Legend of Dark Ages (1986) - Troublemaker (1988) - A Wopbopaloobop A Lopbamboom (1989) - Heartbreakhotel (1990) - Schacko Klak (1990) - De falschen Hond (1990) - Dead Flowers (1991) - Hochzäitsnuecht (1992) - Die Rebellion (1992) - Abracadabra (1993) - Three Shake-a-leg Steps to Heaven (1993) | - Hasenjagd (1994) - Alles nur Tarnung (1995) - Knockin' on Heaven's Door (1996) - Back in Trouble (1997) - Caipiranha (1997) - Der Eisbär (1998) - Kai Rabe gegen die Vatikankiller (1998) - Die 3 Posträuber (199) - Jetzt oder nie (2000) - Electric theatre, documental (2000) - Ein göttlicher Job (2000) - Nach der Zeit (2000) - Auf Herz und Nieren (2000) - Eduard's Promise - Le Club des Chômeurs (2001) - Elefantenherz (2001) - Wolfzeit (2002) | - La Revanche (2004) - Elegant, curt (2004) - Eine andere Liga (2005) - The last 50 hours of Frankie Blue, curt (2006) - Tabula rasa (2006) - Perl oder Pica (2006) - Deepfrozen (2006) - Freigesprochen (2006) - Luftbusiness (2007) - 1 ½ Ritter (2008) - Tausend Ozeane (2008) - inthierryview (2008) - Réfractaire (2009) - Räuberinnen (2009) - Lingo vino (2009) - Der Fürsorger (2009) |